# Seqüència de Hubble

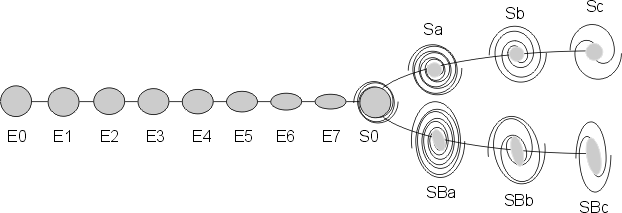
Diagrama en diapasó de la seqüència de Hubble

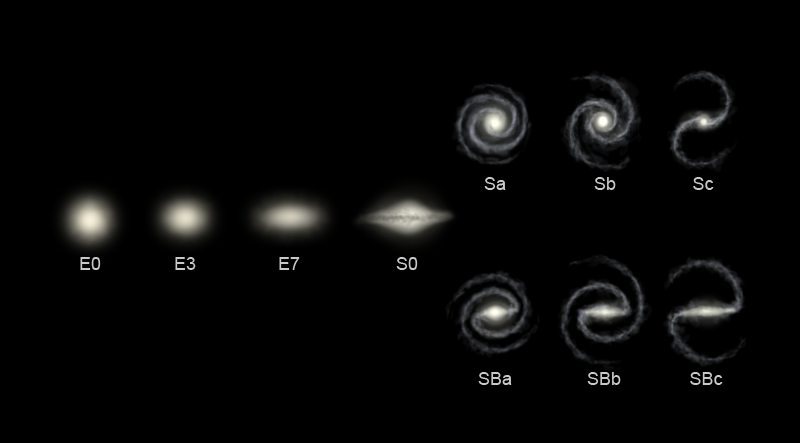
Classificació de galàxies segons la seqüència de Hubble

La seqüència de Hubble és una classificació de tipus de galàxies desenvolupada per Edwin Hubble el 1936. També se la coneix com a diagrama diapasó, a conseqüència de la forma de la seva representació gràfica. Els tipus de galàxies es divideixen com segueix:
- Galàxies el·líptiques (E0-7): tenen forma el·líptica, amb una distribució bastant uniforme de les estrelles pertot arreu. El nombre indica el grau d'excentricitat: les galàxies E0 són gairebé rodones, mentre que E7 són molt aplanades. El nombre indica solament l'aparença de la galàxia en el cel, no la seva geometria real.
- Galàxies lenticulars (S0 i SB0): semblen tenir una estructura de disc amb una concentració d'estrelles central projectant-se des d'aquest. No mostren cap estructura espiral.
- Galàxies espirals (Sa-d): tenen una concentració d'estrelles central i un disc aïllat que presenta braços espirals. Els braços estan centrats al voltant de la protuberància, variant des dels molt arremolinats (Sa) fins als molt separats (Sc i Sd). Així mateix, mentre que en els primers la concentració central és molt pronunciada, en aquests últims ho és bastant menys.
- Galàxies espirals barrades (SBa-d): tenen una estructura en espiral, similar a les galàxies espirals, però els braços es projecten des del final d'una "barra" central en lloc d'emanar d'una concentració central, com cintes en els extrems d'una batuta. De nou, SBa a SBd indica com d'arremolinats estan aquests braços i el grau de desenvolupament de la concentració central.
- Galàxies irregulars (Irr): es divideixen en Irr-I, que mostren estructura espiral deformada, i Irr-II per a les galàxies que no encaixen en cap altra categoria.

| Tipus de galàxia          | Massa (masses solars) | Lluminositat (lluminositat solar) | Diàmetre (kpc) | Població estel·lar                    | Percentatge de galàxies observades |
| ------------------------- | --------------------- | --------------------------------- | -------------- | ------------------------------------- | ---------------------------------- |
| Espiral / Espiral barrada | 10⁹ a 1011            | 108 a 10¹⁰                        | 5-250          | disc: població I aurèola: població II | 77%                                |
| Elíptica                  | 10⁵ a 1013            | 10⁵ a 1011                        | 1-205          | població II                           | 20%                                |
| Irregular                 | 108 a 10¹⁰            | 107 a 10⁹                         | 1-10           | població I                            | 3%                                 |

Hubble va basar la seva classificació en fotografies de les galàxies preses amb telescopis de l'època. Al principi, va creure que les galàxies el·líptiques eren una forma inicial, que posteriorment evolucionava a espirals; el nostre coneixement actual suggereix que la situació és més o menys oposada; no obstant això, aquesta creença va deixar la seva empremta en l'argot dels astrònoms que encara parlen de "tipus primitiu" o "tipus avançat" de galàxies, d'acord amb si la galàxia apareix a l'esquerra o la dreta del diagrama.
Observacions més recents ens han donat la informació següent sobre aquests tipus: 
- Les galàxies el·líptiques solen tenir poc de gas i de pols, i estan compostes principalment d'estrelles antigues.
- Les galàxies espirals tenen abundants existències de gas i pols, i tenen una barreja d'estrelles antigues i joves.
- Les galàxies irregulars són riques en gas, pols i estrelles joves.

A partir d'això, els astrònoms han construït una teoria de l'evolució galàctica que suggereix que les el·líptiques són resultat de la col·lisió entre galàxies espirals o irregulars, que les priva de gran part del gas i pols, i fa que les òrbites de les estrelles siguin aleatòries.